# ادوین کولبرت
ادوین کولبرت (انگلیسی: Edwin H. Colbert؛ ۲۸ سپتامبر ۱۹۰۵ – ۱۵ نوامبر ۲۰۰۱) یک دانشمند در زمینه دیرینه‌شناسی اهل ایالات متحده آمریکا بود.